# Karl de Windisch-Graetz
Karl de Windisch-Graetz (Vienne, 19 octobre 1821 –  Solférino, 24 juin 1859) est un prince et un colonel autrichien. 
Il est principalement connu pour son engagement lors de la bataille de Solférino, défaite qui lui a couté la vie.

## Biographie
Fils aîné du prince Weriand de Windisch-Graetz (1790-1867) et de la princesse Eléonore de Lobkowicz (1795-1876), il est l'héritier présomptif à la principauté de Windisch-Graetz.
Il s'engage dans l'armée impériale autrichienne et obtient le grade de colonel commandant du 35e régiment d'infanterie autrichienne.
Il épouse en 1857, sa cousine, Mathilde de Windisch-Graetz dont il a une fille, Marie (1859-1869).
Le 24 juin 1859, au plus fort de la bataille de Solférino, il est tué par les lanciers commandés par le général de Labareyre.
Le 5 juillet 1859, l'empereur d'Autriche envoya des émissaires pour obtenir le retour de son corps.

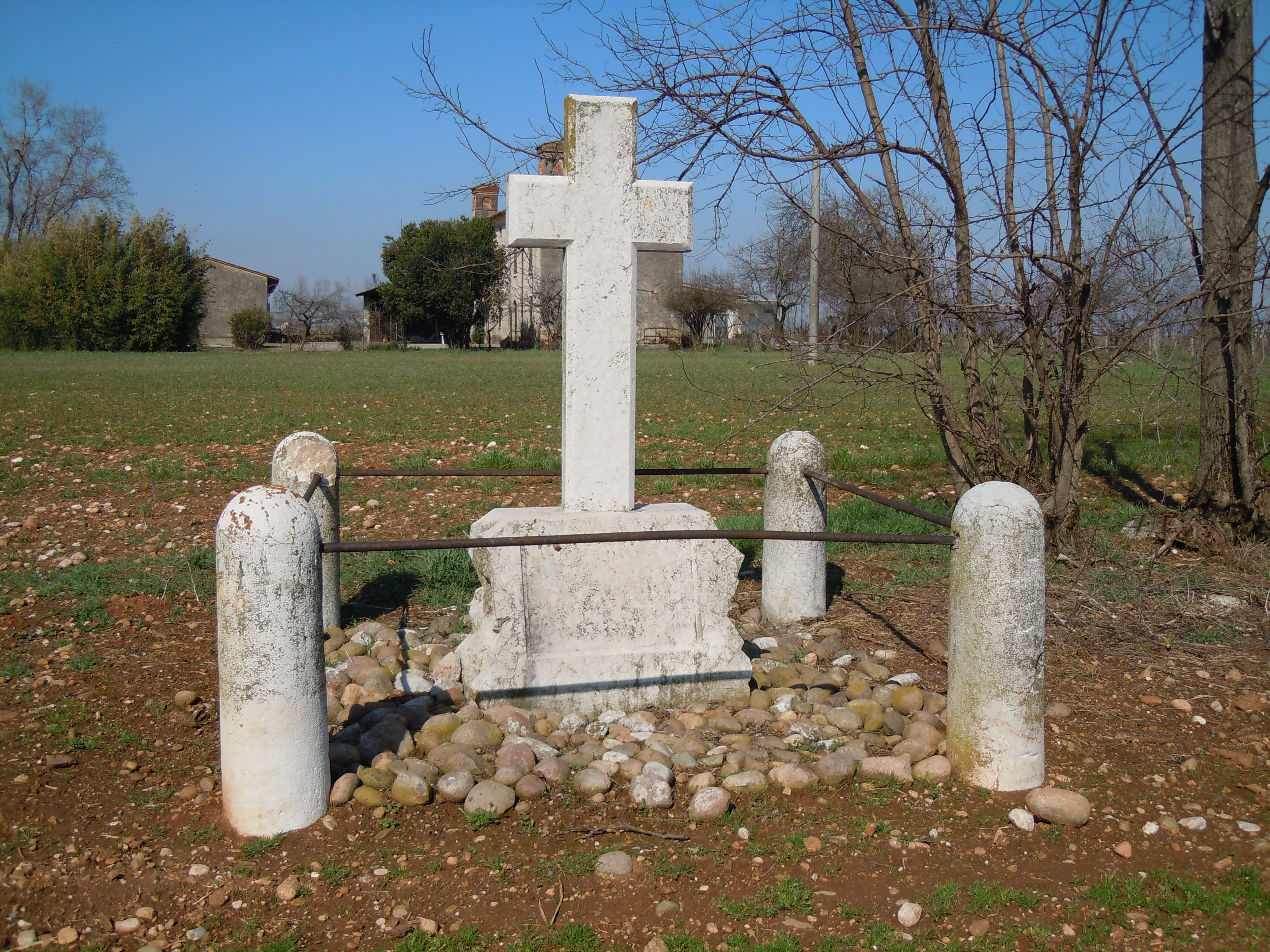
Cénotaphe du prince Karl de Windisch-Graetz à Solférino

Un cénotaphe est érigé en son honneur sur le lieu de son décès, celui porte l'inscription :
DEM AM 24 TEN JUNE 1859
HIER HELDENMU EING GEFALLENEN
OBERSTEN CARL FURSTEN
WINDISCH GRATZ

VON SEINEN BRUDERN